# Yamaha Corporation

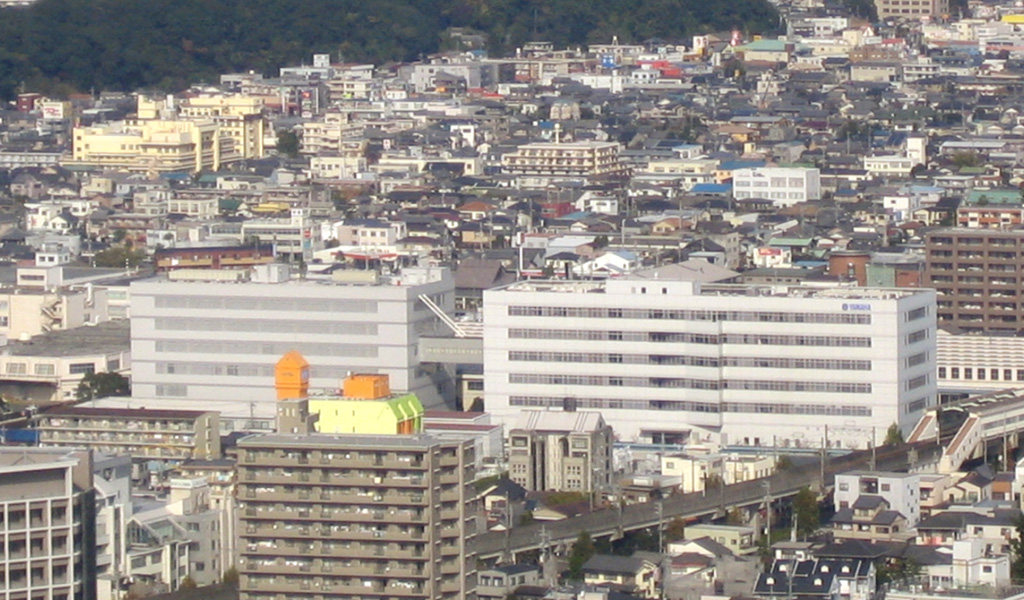
Hauptsitz von Yamaha in Hamamatsu

Das Unternehmen Yamaha Corporation (englisch für japanisch ヤマハ株式会社 Yamaha kabushiki-gaisha) ist eine japanische Aktiengesellschaft mit Hauptsitz in Hamamatsu. Der im Nikkei 225 gelistete Mischkonzern bietet viele Produkte und Dienstleistungen an, vorwiegend aus den Bereichen Musikinstrumente, Elektronik und HiFi. Das Logo mit den drei Stimmgabeln symbolisiert das ursprüngliche Geschäftsfeld der Musikinstrumente.
Im Gründungsjahr 1887 baute Torakusu Yamaha sein erstes Instrument, ein Harmonium. Im 20. Jahrhundert folgten zahlreiche andere Musikinstrumente. Seinen heutigen Namen hat der Konzern seit 1987, als das 100-jährige Jubiläum gefeiert wurde. Bei Tochtergesellschaften wurde der Name Yamaha schon früher verwendet, so auch bei der 1955 gegründeten Yamaha Motor Company. Diese ist heute ein eigenständiger Konzern, an dem die Yamaha Corporation noch knapp 3 Prozent der Aktien hält.

## Geschichte

### Gründungsjahre und früher Aufschwung

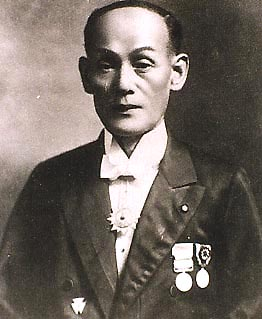
Torakusu Yamaha (1851–1916)

Die Gründung von Yamaha wird auf das Jahr 1887 datiert. In diesem Jahr baute Torakusu Yamaha sein erstes Harmonium. Zuvor hatte er den Auftrag bekommen, in der Grundschule von Hamamatsu das amerikanische Harmonium zu reparieren. Er war von der Konstruktion so fasziniert, dass er sich zusammen mit einem Helfer 36 Tage lang mit dem Instrument beschäftigte. Er entwickelte die Vision, dass künftig in jeder Grundschule in Japan ein Harmonium stehen würde und dass diese Instrumente in Japan hergestellt werden sollten. Er fertigte Zeichnungen an und baute anschließend mit seinem Assistenten ein ähnliches Instrument. Die beiden trugen angeblich ihren Prototyp an einer Tragestange aufgehängt rund 250 Kilometer weit und teils über steile Berge hinweg von Hamamatsu nach Tokio, um das Instrument im dortigen neu gegründeten Konservatorium begutachten zu lassen. Immerhin gab es auf dem letzten Drittel der Strecke die Eisenbahnverbindung von Odawara nach Tokio. Das Instrument war jedoch schlecht gestimmt und wurde deshalb abgelehnt. Daraufhin erarbeitete sich Yamaha am Konservatorium theoretische Kenntnisse und arbeitete vier Monate lang von früh bis spät, bis es ihm gelang, ein brauchbares Harmonium herzustellen. Das Fachbuch The Piano: An Encyclopedia will allerdings von dem heroischen Gewaltmarsch mit dem Harmonium als Gepäck nichts wissen. Es berichtet nur, der Präsident des Konservatoriums in Tokio habe Yamaha zur Weiterbildung nach Tokio eingeladen, nachdem er von dessen Versuch erfahren hatte, ein Harmonium zu bauen, und Yamaha sei der Einladung gefolgt.
Yamahas Unternehmen in Hamamatsu hieß zunächst Yamaha Hukin Seizo-sho, was so viel wie „Yamaha Orgelmanufaktur“ bedeutet. 1889 wurde sie als Kapitalgesellschaft eingerichtet und hatte rund 100 Mitarbeiter. 1889  wurden bereits 250 Harmonien gebaut. Das junge Unternehmen profitierte davon, dass Hamamatsu im selben Jahr an das Eisenbahnnetz angeschlossen wurde und einen wirtschaftlichen Aufschwung erlebte. 1891 wurde das Unternehmen umbenannt in Yamaha Gakki Seizo-sho, sinngemäß „Yamaha Musikinstrumentenbau“. 1892 exportierte das Unternehmen bereits 78 Harmonien.
Am 12. Oktober 1897 wurde das Unternehmen in eine Aktiengesellschaft umgewandelt und umbenannt in Nippon Gakki K.K., wörtlich „Japan Musikinstrumente AG“. Sie behielt diesen Namen 90 Jahre lang, bis 1987. Torakusu Yamaha wurde der erste Präsident des Unternehmens. Er leitete das Unternehmen bis zu seinem Tod im Jahr 1916.
Im Jahr 1898 entwickelte das Unternehmen sein erstes Logo. Das Bildmotiv war ein von Ornamenten umrankter drachenähnlicher Vogel, eine Art chinesischer Phönix, der eine einzelne große Stimmgabel im Schnabel hält. Erst 1916 entstand die Bildmarke mit den drei sich kreuzenden Stimmgabeln, 1967 kam der umrahmende Kreis hinzu.
In den ersten Jahrzehnten war das Wachstum von Nippon Gakki davon begünstigt, dass es nur wenig Konkurrenz in Japan gab. 1927 erwuchs ein Konkurrent am selben Ort, als die Klavierbaugesellschaft Kawai ebenfalls in Hamamatsu entstand. Deren Gründer Koichi Kawai hatte 1897 als elfjähriger Lehrling bei Nippon Gakki angefangen und später in dem Unternehmen eine Schlüsselrolle als genialer Techniker gespielt. 1933 beherrschte Nippon Gakki den japanischen Klaviermarkt mit einem Marktanteil von rund 85 Prozent.

### Zeitleiste: Meilensteine

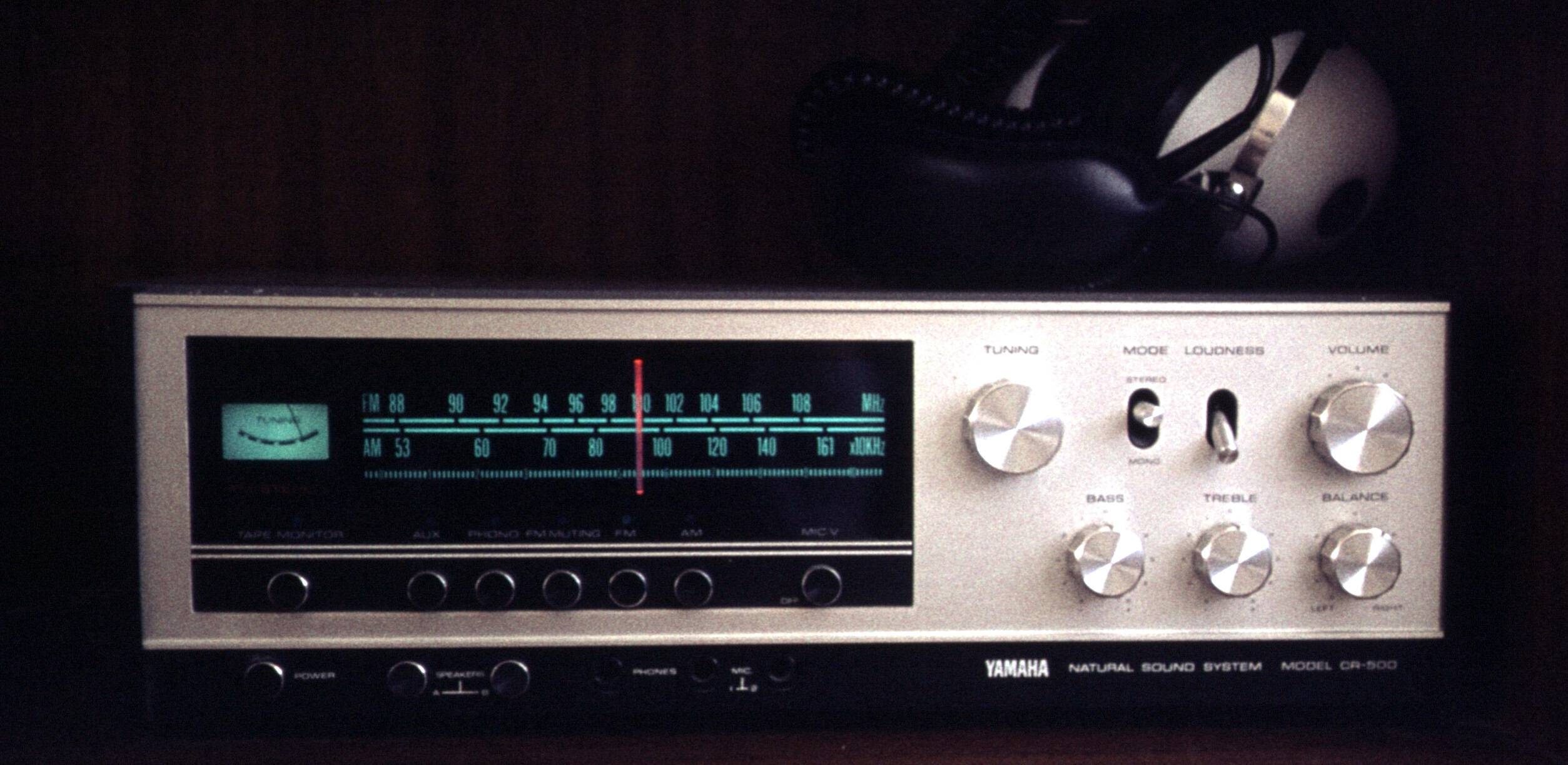
Yamaha CR-500,
Receiver (1973), Leistung 2 × 22 Watt

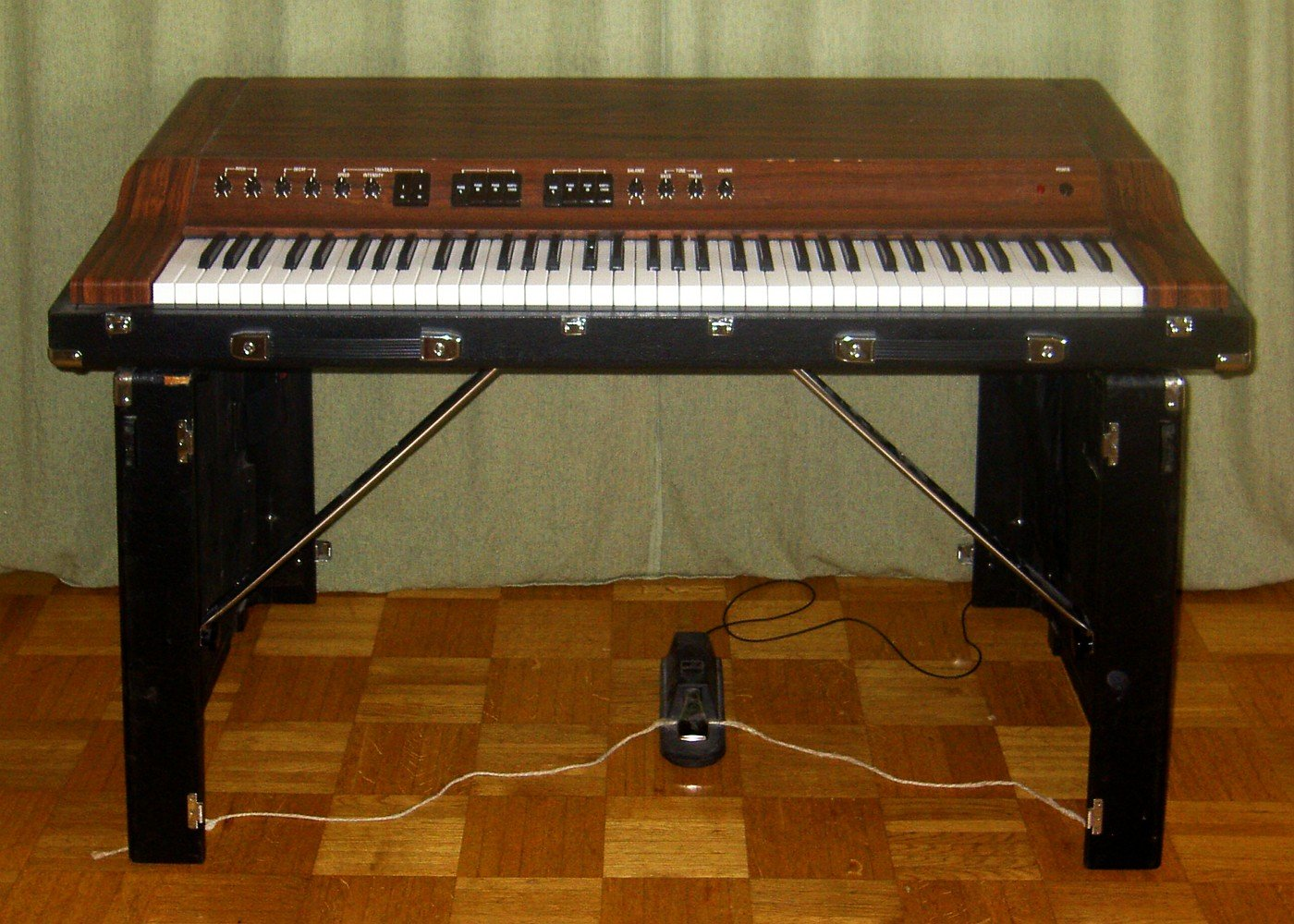
E-Piano CP30 von 1976

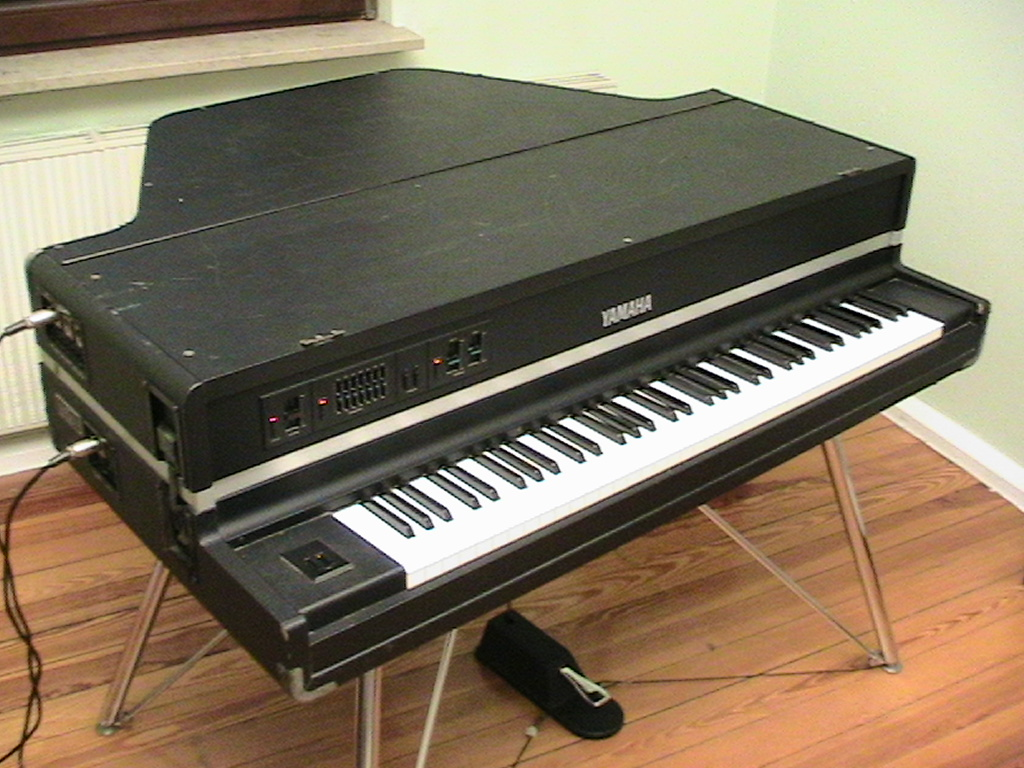
Yamaha CP-70M Grand Piano (1980)

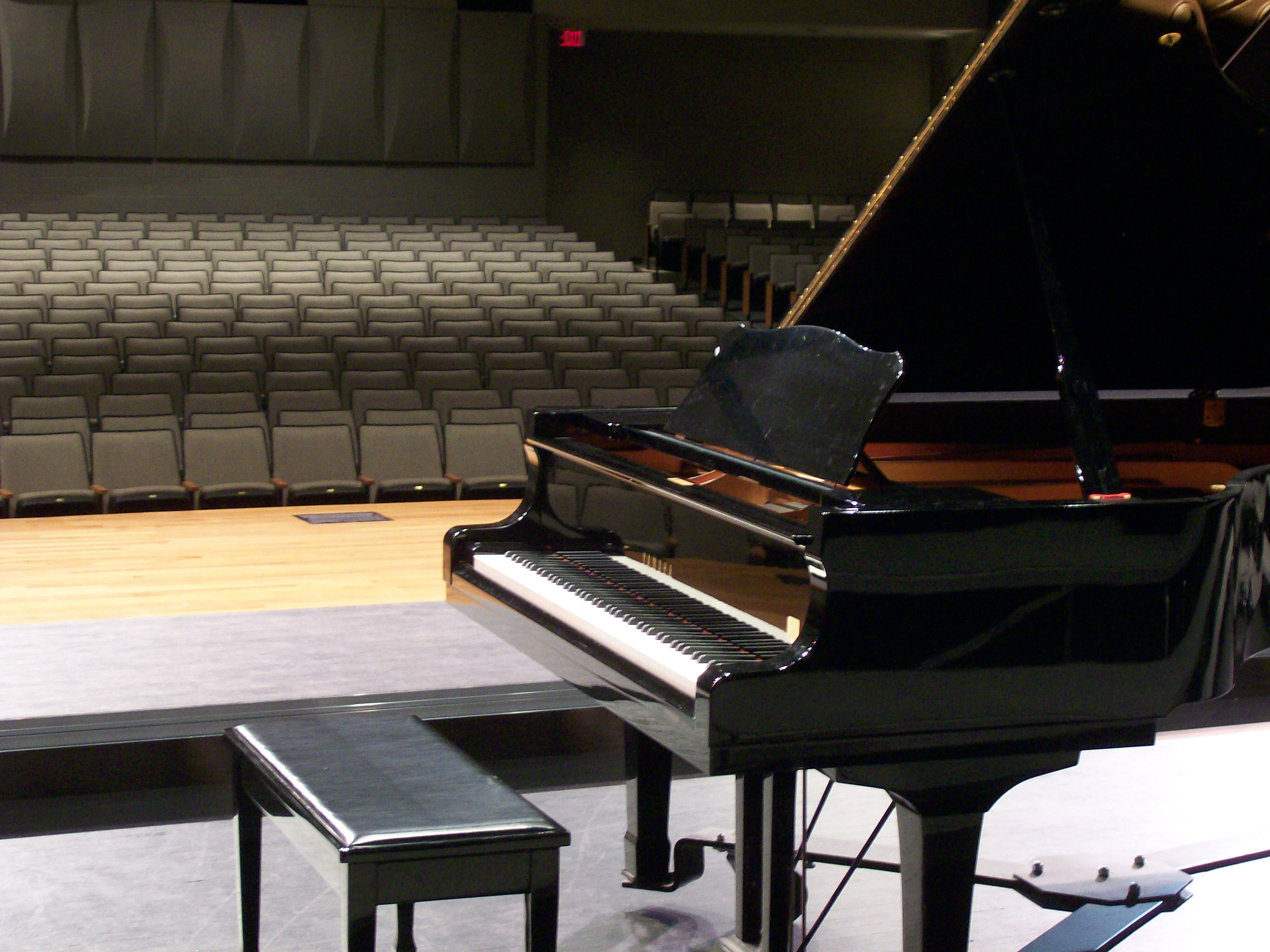
C6 grand piano (1980er Jahre)

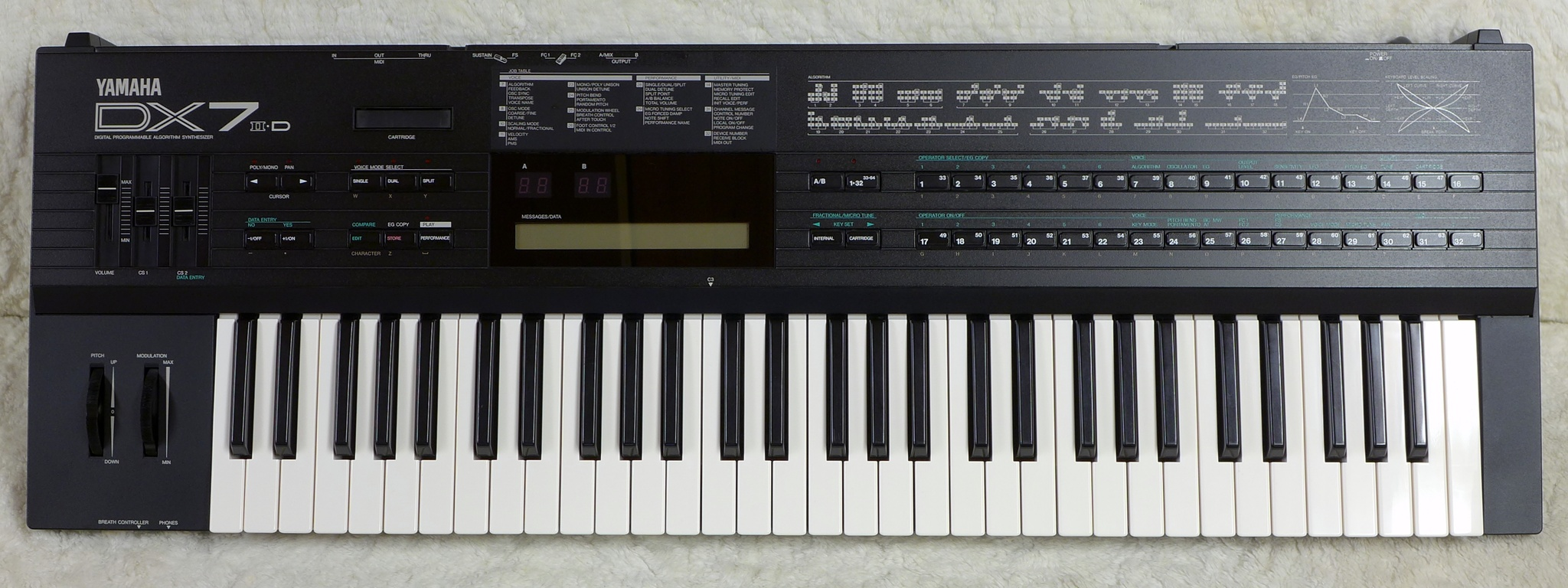
Yamaha DX7 (ab 1983)

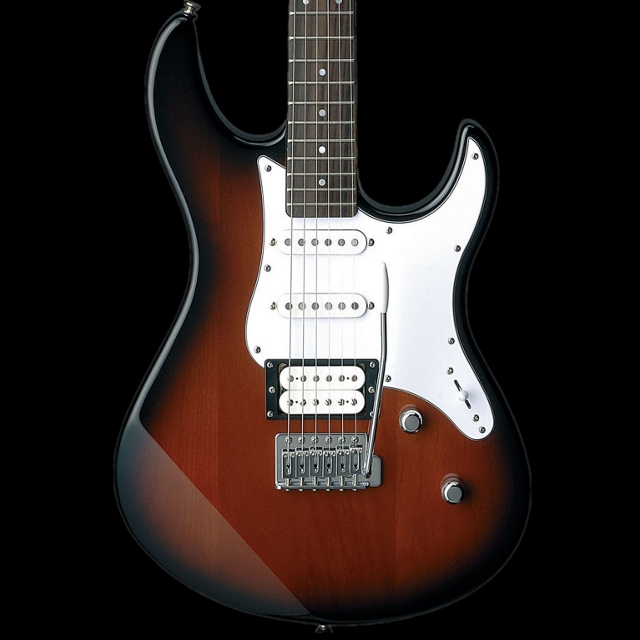
Pacifica E-Gitarre von Yamaha (ab 1989)

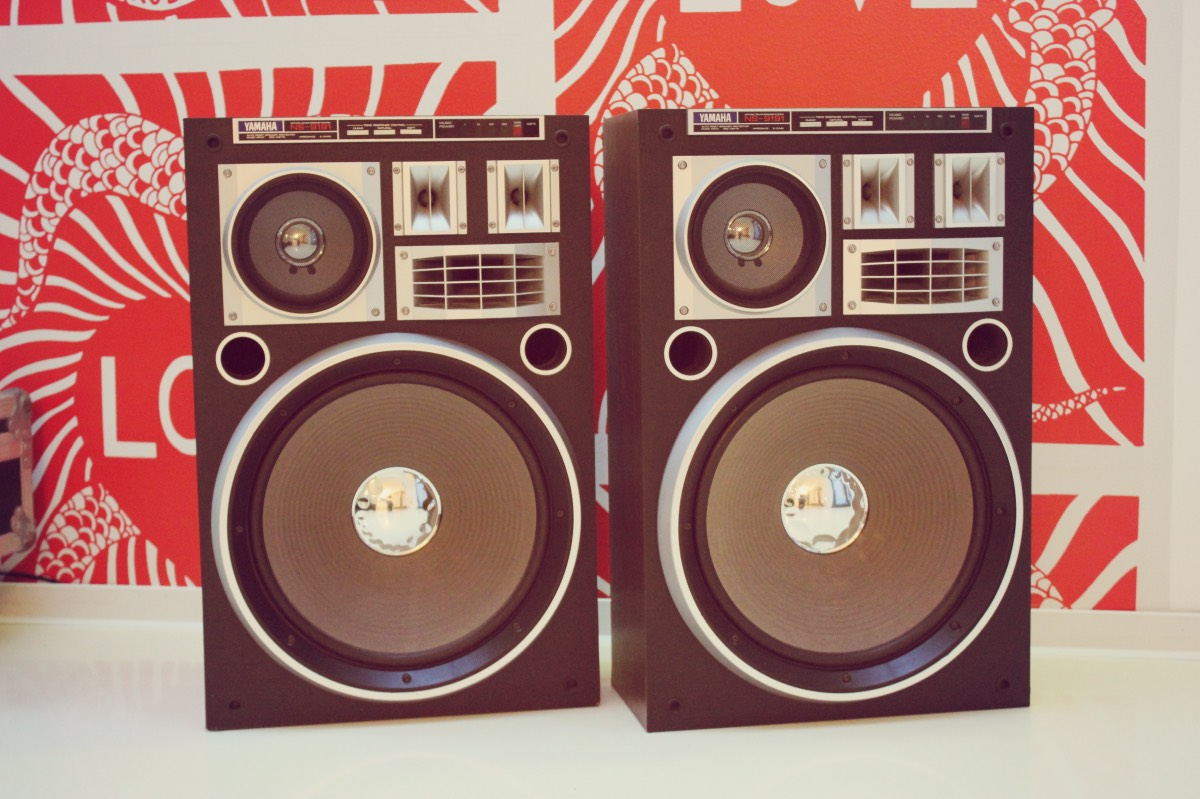
Große Lautsprecher NR-9191 von Yamaha

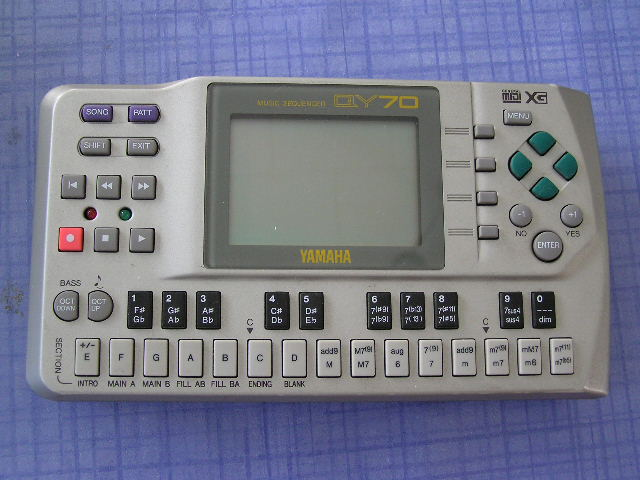
Yamaha QY70 (1997)

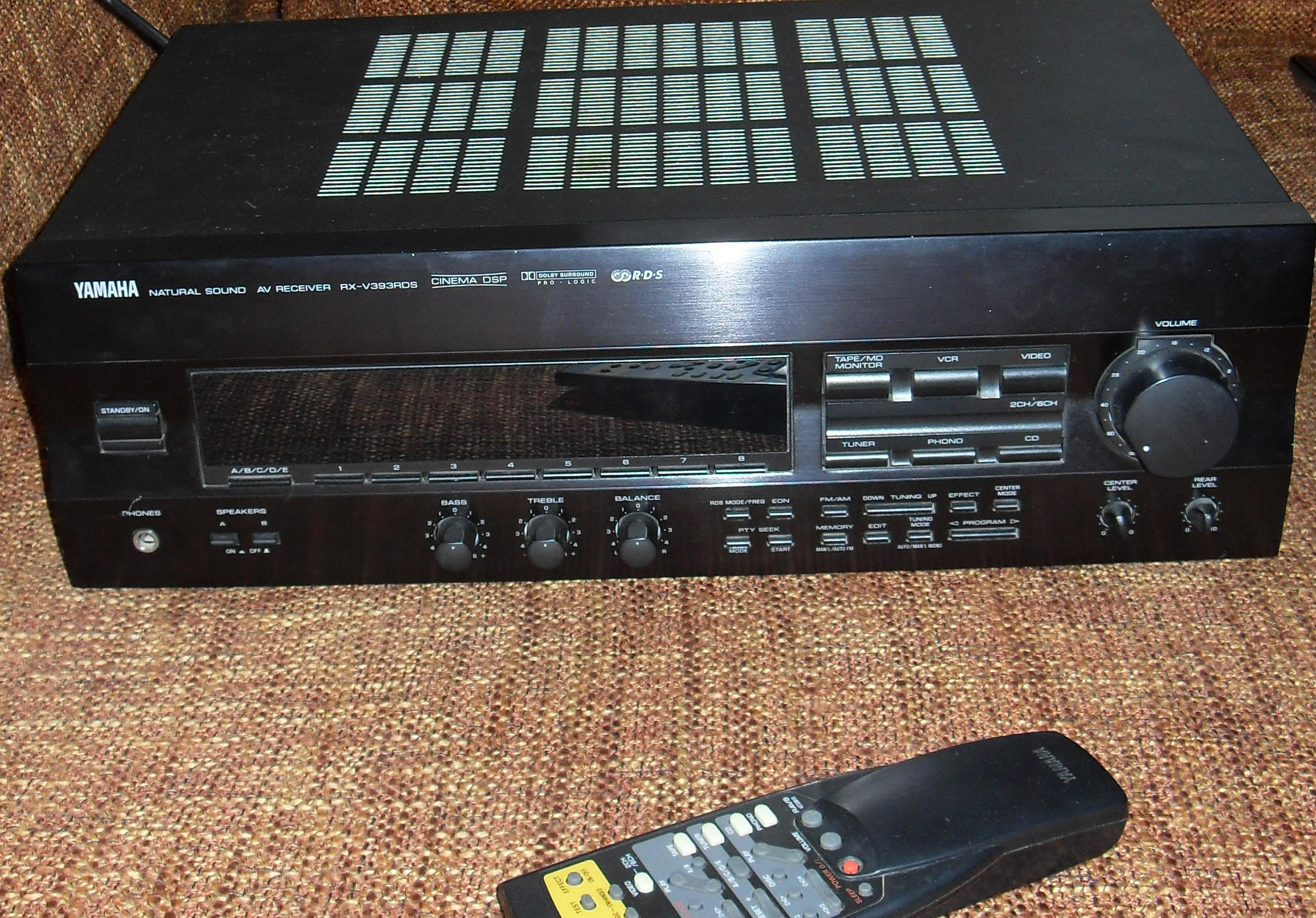
Yamaha RX-V 393
Heimkino-Receiver (1998–99), Leistung der Frontkanäle je 50 Watt

Quelle: u. a.

#### 1900 bis 1950
- 1900 begann die Herstellung von Klavieren. Im Vorjahr hatte Torakusu Yamaha eine Reise in die USA unternommen und dort Klavierfabriken besucht, um die Technik des Klavierbaus im Detail kennenzulernen und den Import von Bauteilen und Maschinen nach Japan zu organisieren.[6]
- 1902 wurden die ersten Flügel hergestellt.
- 1903 begann Torakusu Yamaha aufgrund seiner Kenntnisse bei der Holzbearbeitung mit der Herstellung von Holzmöbeln.
- 1904 gewann Yamahas Unternehmen den Honorary Grand Prize bei der Louisiana Purchase Exposition im US-amerikanischen St. Louis für seine Pianos und Harmonien.
- 1914 wurde die erste Mundharmonika hergestellt.
- 1922 begann die Herstellung von Phonographen.
- 1930 errichtete das Unternehmen den weltweit ersten Akustik-Laborraum.
- 1932 wurden erstmals Pfeifenorgeln in die Produktpalette aufgenommen.
- 1935 wurde mit der Magna Orgel die erste elektromechanische Orgel gebaut.
- Während des Zweiten Weltkriegs wurde die Produktion wie bei vielen anderen Unternehmen auf Rüstungsgüter (überwiegend Flugzeugteile) umgestellt.
- 1942 wurden die ersten akustischen Gitarren hergestellt.
- Anfang 1945 wurden die Produktionsstätten durch Bombentreffer der Alliierten größtenteils zerstört.
- Nach dem Kriegsende baute der damalige Direktor Kaichi Kawakami das Unternehmen mit der Fertigung von einfachen Mechanikteilen wieder auf, konzentrierte sich jedoch bald wieder auf den Bau von Musikinstrumenten.
- 1949: Im Mai dieses Jahres wurde das Unternehmen an der Tokioter Börse gelistet.[15]
- 1950 übernahm Genichi Kawakami die Leitung des Unternehmens. Er prägte in der Folge jahrzehntelang den Konzern und trieb dessen Expansion voran.[16]

#### 1951 bis 2000
- 1953 begann Nippon Gakki mit der Expansion außerhalb Asiens.
- 1953: Genichi Kawakami ordnete im November 1953 an, die Entwicklung eines Motorrads in Angriff zu nehmen. Im folgenden Jahr wurden Prototypen des ersten Motorradmodells Yamaha YA-1 gebaut und erprobt.[17]
- 1954 wurde die erste Yamaha-Musikschule eröffnet.
- 1954 wurde der erste Hi-Fi-Spieler vorgestellt.
- 1955 wurde das Tochterunternehmen Yamaha Motor Co., Ltd. gegründet, das nun die Produktion der YA-1 übernahm. Damit wurde die Motorrad-Sparte aus Nippon Gakki ausgegliedert.[17]
- 1958 entstand mit Yamaha de Mexico S.A. die erste Übersee-Filiale.
- 1959 wurden die Yamaha Technical Laboratories eröffnet. Zudem wurde mit der Electone die erste Elektronische Orgel vorgestellt.
- 1959 wurden mit glasfaserverstärkten Kunststoff-Bögen und Pfeilen die ersten Sportgeräte verkauft.
- 1960 wurde die erste Filiale in den USA eröffnet.
- 1962 wurde die Yamaha Recreation Co., Ltd. gegründet.
- 1965 begann Yamaha mit der Produktion von Blasinstrumenten und eröffnete die erste Musikschule in Los Angeles.
- 1966 expandierte der Konzern mit der Yamaha Europa GmbH in Deutschland nach Europa und begann die Vermarktung von Gitarren und Schlagzeugen.
- 1967 präsentierte Yamaha mit dem CF concert grand piano den ersten Konzertflügel, den der Pianist Swjatoslaw Richter  1969 auf seiner Italien-Tournee spielte.
- 1968 stellte Yamaha seine ersten Hi-Fi-Stereo-Geräte vor.
- 1971 begann Yamaha mit der Produktion von Mikroelektronik.
- 1972 präsentierte Yamaha eine neue Serie von Blasinstrumenten, welche in Kooperation mit den Wiener Philharmonikern entwickelt worden waren.
- 1974 erweiterte der Konzern sein Produktportfolio mit der Vorstellung von Lautsprechern (NS1000M), Synthesizern (CSY-1) und Mischpulten (PM-1000).
- 1975 erweiterte die Sportgeräte-Sparte sein Portfolio um Tennisschläger.
- 1976 begann Yamaha mit der Produktion von elektrischen und elektronischen Pianos.
- 1980 wurde mit dem PortaSound das erste portable Keyboard vorgestellt.
- 1982 stellte die Sportgeräte-Division die ersten carbon-komposit Golfschläger vor.
- 1982  verkaufte Yamaha den ersten CD-Spieler und das erste Disklavier.
- 1983 stellte Yamaha den auf der FM-Synthese basierenden Synthesizer DX7 vor, von dem etwa 160.000 Exemplare verkauft wurden und der die Klangwelt der 1980er nachhaltig prägte.
- 1984 wurden die ersten Industrieroboter hergestellt.
- 1986 wurde mit dem DSP-1 der erste Digital Sound Field Processor vorgestellt.
- 1987 wurde der Konzern zum 100-jährigen Jubiläum in Yamaha Corporation umbenannt.
- 1989 stellte Yamaha den ersten CD-Rekorder vor.
- 1993 wurden weltweit die ersten Golfschläger mit Titanschäften vorgestellt.

#### 21. Jahrhundert
- 2002 wurde die Vermarktung von Sportbögen eingestellt.
- 2003 zog sich Yamaha aus dem CD-R/RW-Geschäft zurück.
- 2004 wurde mit der STAGEA eine weitere elektronische Orgel vorgestellt.
- 2004 wurde der renommierte Musiksoftware-Hersteller Steinberg übernommen.
- 2007 wurde die österreichische Klaviermanufaktur Bösendorfer übernommen.
- 2008 wurde das französische Unternehmen Nexo übernommen, ein Spezialist für Lautsprecher und Beschallungssysteme.[18]

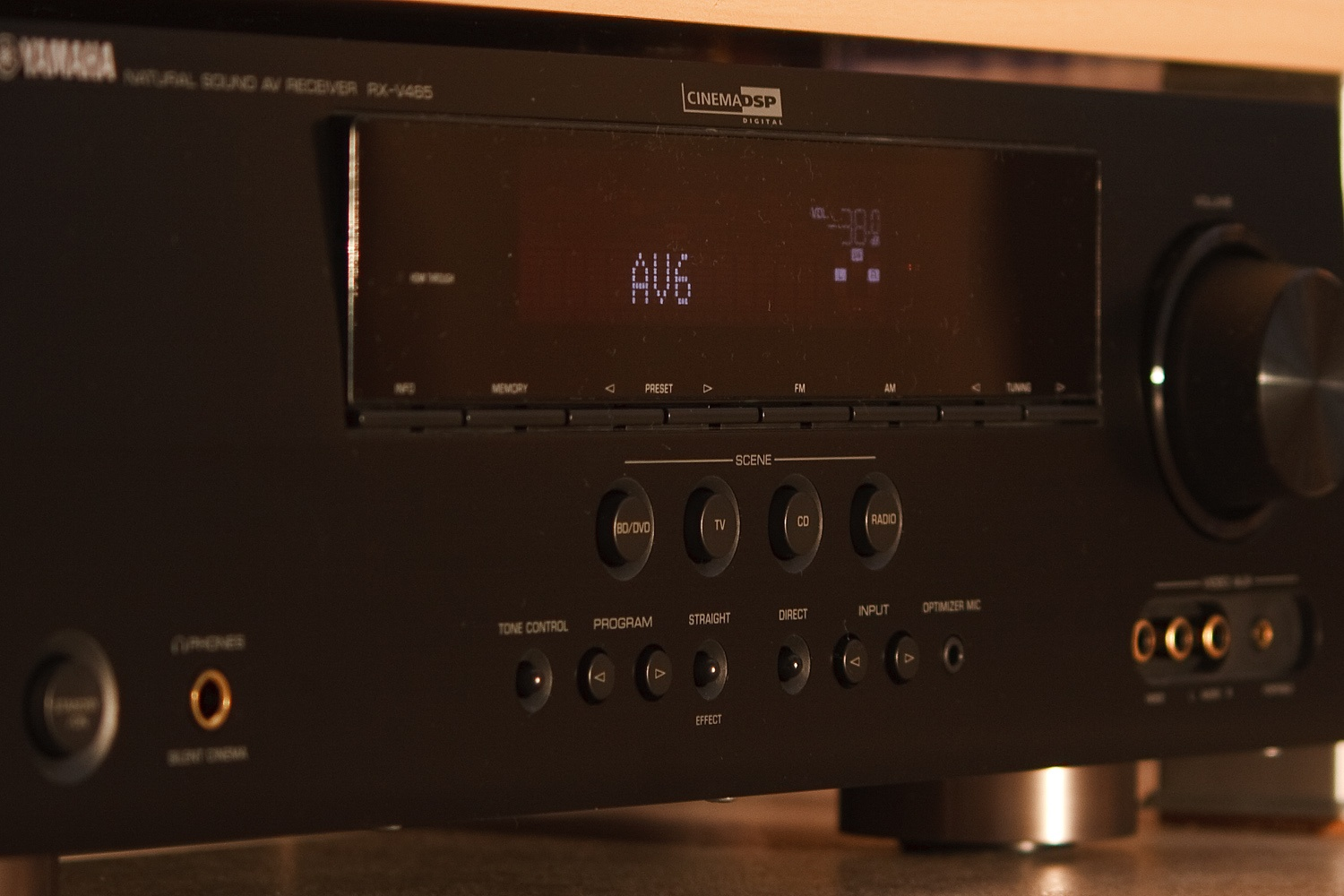
Yamaha AV-Receiver 2009–2010, Leistung je Kanal 105 Watt

- 2009 wurde der Klavierhersteller Kemble in Milton Keynes, U. K. zu 100 % übernommen.
- 2009 wurde die Minderheitsbeteiligung von 24,99 % am Braunschweiger Klavierhersteller Schimmel während dessen Insolvenzphase beendet.
- 2010 wurde der neue Konzertflügel Modell CFX nach fast 20-jähriger Entwicklungszeit vorgestellt. Yulianna Avdeeva gewann am 25. Oktober 2010 auf dem CFX-Konzertflügel den ersten Preis beim internationalen Chopin-Klavierwettbewerb in Warschau.
- 2012 wurden auf der Frankfurter Musikmesse die neuen Klaviere SE122 und SE132 vorgestellt.
- 2012 wurde die neue Flügelgeneration der CX-Serie vorgestellt.

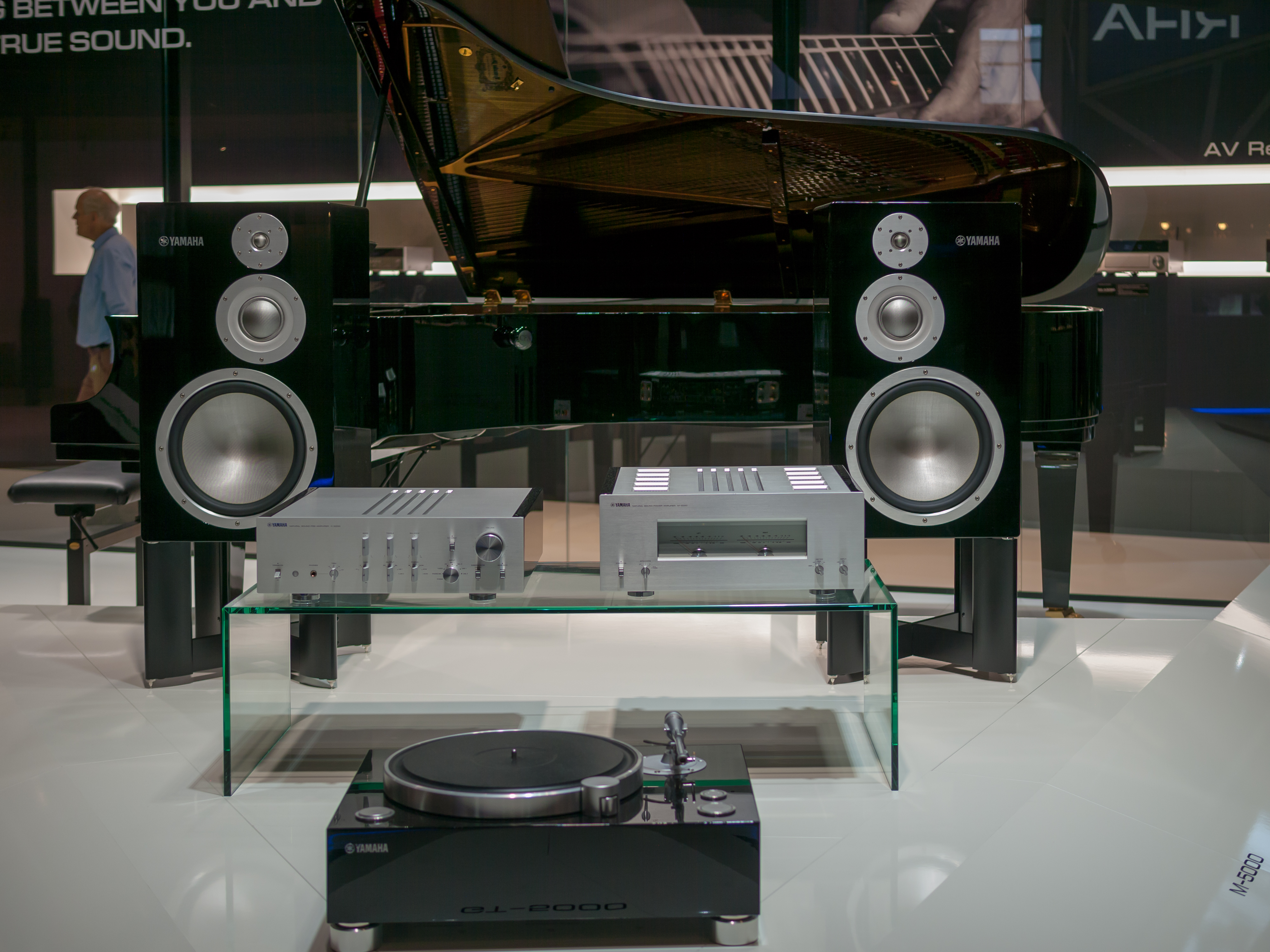
Yamaha, IFA 2018, Berlin

- 2014 wurde Line 6 zu 100 % übernommen (gegr. 1996 in Kalifornien).[20] Geschäftsbereiche: Digitale Modeling-Gitarrenverstärker, kabellose Mikrofone, Systeme für Gitarren sowie PA-Equipment; POD Multi-Effekt-Prozessoren, digitale Effekte und Live-Sound-Mischer, Lautsprecher und iOS-Interfaces.
- 2014 wurde der Audio-Hersteller Revolabs mit Sitz in Sudbury/Mass. (USA) zu 100 % übernommen. Im Juni 2018 wurde die Tochtergesellschaft umbenannt in Yamaha Unified Communications.[21]
- 2014 wurde die neue Generation von TransAcoustic Pianos im Markt eingeführt. Die neue Technologie verwandelt den Resonanzboden des akustischen Pianos in einen Lautsprecher.[22]
- 2015 veröffentlichte Yamaha das MusicCast-Multiroom-System erneut, mit dem nun Musikquellen zwischen Audiokomponenten verteilt werden können.[23]
- 2018: Die im April 2018 in Kalifornien gegründete Tochtergesellschaft Yamaha Guitar Group übernahm im Mai 2018 die Marke des Bassverstärker-Herstellers Ampeg von Loud Technologies (USA).[24]
- 2021: Im August 2021 verhängte das Bundeskartellamt gegen Yamaha und andere Unternehmen (Roland und Fender sowie Thomann und Music Store) wegen Preisabsprachen bei Musikinstrumenten Bußgelder von insgesamt 21 Mio. Euro.[25]

## Tochterunternehmen und Marken
Zum Konzern Yamaha Corporation gehören 63 Tochtergesellschaften (Stand 2019), unter anderem:
- Yamaha Fine Technologies – Messgeräte, Metall- und Plastikbearbeitung, Präzisionsmaschinen und Roboter
- Yamaha Hi-Tech Design Corporation
- Yamaha Unified Communications (ehemals Revolabs[21])
- Steinberg Media Technologies (seit 2004) – Musiksoftware und -plugins
- Bösendorfer (seit Ende 2007) – Klaviere und Flügel
- Yamaha Guitar Group, Kalifornien (seit 2018)[24]

Zur Unternehmensgruppe Yamaha Corporation gehören außer der eigenen Marke Yamaha, die sie mit der Yamaha Motor Company teilt, auch die folgenden Marken:
- Bösendorfer
- Ampeg
- Steinberg
- Line 6
- Nexo[18]

## Verhältnis zur Yamaha Motor Company

### Ehemalige Tochtergesellschaft
Als die Yamaha Motor Company am 1. Juli 1955 gegründet wurde, handelte es sich um eine Ausgliederung der kurz zuvor gegründeten Motorrad-Sparte des Unternehmens Nippon Gakki, wie die Yamaha Corporation damals noch hieß. Genichi Kawakami, Präsident von Nippon Gakki, hatte am 7. November 1953 gegenüber dem Vorstand angeordnet, dass künftig Motorräder produziert werden sollten. Die Entwicklungsarbeit für das erste Motorradmodell YA-1 fand noch bei Nippon Gakki statt, noch vor der Gründung der Yamaha Motor Company, die dann die Produktion der YA-1 übernahm. Das neue Unternehmen war eine Tochtergesellschaft von Nippon Gakki. So war Genichi Kawakami zugleich Präsident von Nippon Gakki und der erste Präsident der Yamaha Motor Company. Er spielte noch jahrzehntelang in dem Konzern eine beherrschende Rolle, trieb beharrlich dessen Expansion voran und galt bei den Angestellten als der „Kaiser“.
Die schrittweise Loslösung der Yamaha Motor Company von der Muttergesellschaft zog sich über Jahrzehnte hin. Ab 1966 organisierte Yamaha Motor den Export der eigenen Produkte unabhängig von Nippon Gakki. Ein weiterer Schritt war die Aufspaltung der Yamaha International Corporation im Jahr 1977. Diese war 1960 ebenfalls als Tochtergesellschaft von Nippon Gakki gegründet worden und vertrieb zunächst auch die Produkte von Yamaha Motor in den USA. 1977 wurden die für Yamaha Motor arbeitenden Geschäftsbereiche der Yamaha International Corporation ausgegliedert und in die neu gegründete Yamaha Motor Corporation, USA eingebracht, eine Tochtergesellschaft von Yamaha Motor. Die restliche Yamaha International Corporation mit den musikbezogenen Aktivitäten wurde später umbenannt in Yamaha Corporation of America. Ab 1981 konnte Yamaha Motor gusseiserne Teile für Motorräder (zum Beispiel Zylinderköpfe) in eigener Verantwortung herstellen und dafür eine eigene, neu errichtete Fabrik nutzen. Nippon Gakki und Yamaha Motor blieben auch danach noch eng verbunden, zum Beispiel wurde nach wie vor Personal zwischen den Unternehmen ausgetauscht.
Im Geschäftsbericht 2007 der Yamaha Corporation (betreffend das Geschäftsjahr 2007, das am 31. März 2007 endete) wurde Yamaha Motor noch immer als Tochtergesellschaft geführt. Zugleich wurde ein Verkauf von Anteilen an Yamaha Motor angekündigt, der das Ausscheiden von Yamaha Motor aus dem Kreis der konsolidierten Tochterunternehmen zur Folge haben würde. Dieser Schritt wurde mit dem starken Wachstum von Yamaha Motor begründet. Der Verkauf des Aktienpakets fand im Mai 2007 statt.
Heute ist Yamaha Motor ein eigenständiger Konzern neben dem Konzern Yamaha Corporation. In den Geschäftsberichten der Yamaha Corporation wird Yamaha Motor seit 2010 als „ehemalige Tochtergesellschaft“ bezeichnet. Der Konzern Yamaha Motor hat seine einstige Muttergesellschaft längst überflügelt, mit mehr als doppelt so vielen Mitarbeitern, mehr als doppelt so vielen Tochterunternehmen und fast dem vierfachen Umsatz im Vergleich zur Yamaha Corporation (Stand 2019).

### Gemeinsame Marke
Die beiden Konzerne teilen den gemeinsamen Markennamen Yamaha und kooperieren vor allem in diesem Bereich mit dem Ziel, die gemeinsame Marke Yamaha zu stärken, deren Wert im Jahr 2018 rund 1 Milliarde US-Dollar betrug. So haben sie im Jahr 2007 ein Joint Brand Committee eingerichtet, das sich unter dem Motto Two Yamahas, One Passion („Zwei Yamahas, eine Leidenschaft“) um die Pflege der gemeinsamen Marke kümmert. Die beiden Yamahas mit den verschiedenen Geschäftsbereichen „Musik“ und „Motoren“ versuchen den verbindenden Slogan Two Yamahas, One Passion auch aktiv in die Öffentlichkeit zu bringen. Zu diesem Zweck wurde im Oktober 2018 ein Event in Tokio veranstaltet, bei dem der Musiker Francesco Tristano und fünf bekannte MotoGP-Fahrer, darunter Valentino Rossi, zusammen auf der Bühne auftraten.
Ein Beispiel für die kooperative Nutzung der gemeinsamen Marke ist die vielfache Verlinkung der Yamaha Motor Company auf Websites der Yamaha Corporation. Auf der globalen Website sowie in den länderspezifischen Versionen für die USA und Länder in Europa erscheint jeweils auf allen einzelnen Webseiten, neben anderen Logos, auch das Logo von Yamaha Motor zusammen mit dem Bild eines Motorrads. Von dort gelangt der Nutzer mit nur einem Klick zum Internetauftritt von Yamaha Motor. Umgekehrt wird auf länderspezifischen Websites von Yamaha Motor vielfach ein Link zur Yamaha Corporation angeboten – vergleichsweise unauffällig und mit der Beschriftung „Yamaha Music“. Ein Link zu „Yamaha Music“ ist auch in der Länderauswahl-Seite von Yamaha Motor enthalten.
Die beiden Konzerne verwenden ähnliche Logos, die sich abgesehen von der Farbe nur geringfügig unterscheiden. Als Zeichen der Verbundenheit wurde zudem ein Logo für den „zweifachen“ Geburtstag von Yamaha am 12. Oktober (Gründungstag der Yamaha Corporation) und am 1. Juli (Gründungstag der Yamaha Motor Company) geschaffen. Die Grafik fasst diese Tage zu einem Yamaha Day zusammen, mit beiden Logos und der Erläuterung Birthday of Yamaha, October 12 & July 1. Sie wird bei Feiern zu beiden Geburtstagen eingesetzt.

### Gegenseitige Beteiligung
Die Zusammenarbeit und ein gewisses Maß an gegenseitiger Überwachung („Monitoring“) drücken sich auch darin aus, dass die Konzerne jeweils Aktien des Schwesterkonzerns halten und Führungskräfte aus dem jeweils anderen Yamaha-Konzern in den eigenen Vorstand einbeziehen. Die Yamaha Corporation hält 2,96 % der Aktien der Yamaha Motor, und ist damit nur noch viertgrößter Anteilseigner (Stand 31. März 2025). Die Yamaha Motor hält ihrerseits 4,84 % der Aktien der Yamaha Corporation und nimmt damit den dritten Rang unter den Investoren ein (Stand 31. März 2025).
Dem neunköpfigen Vorstand der Yamaha Corporation gehört als einer von sechs sogenannten Outside Directors auch Yoshihiro Hidaka an, der Präsident und Vorstandsvorsitzende von Yamaha Motor (Stand Juni 2018). Umgekehrt ist Takuya Nakata, der Präsident der Yamaha Corporation, einer der vier Outside Directors im elfköpfigen Vorstand der Yamaha Motor Company (Stand März 2019).